# Триродийгептатербий
Триро̀дийгептате́рбий — бинарное неорганическое соединение, интерметаллид
тербия и родия
с формулой Rh3Tb7,
серые кристаллы.

## Получение
- Спекание стехиометрических количеств чистых веществ:

{\displaystyle {\mathsf {7Tb+3Rh\ {\xrightarrow {1100^{o}C}}\ Tb_{7}Rh_{3}}}}

## Физические свойства
Триродийгептатербий образует парамагнитные кристаллы гексагональной сингонии, пространственная группа P 63mc, параметры ячейки a = 0,9789 нм, c = 0,6158 нм, Z = 2,
структура типа гептаторийтрижелеза Fe3Th7.
Соединение образуется по перитектической реакции при температуре ≈1100 °C.
При температуре 91 К соединение переходит в антиферромагнитное, при 73 К в ферромагнитное, а при 27 К опять в антиферромагнитное состояние